# Hanna Ihedioha
Hanna Ihedioha (ur. 9 lipca 1997) – niemiecka snowboardzistka specjalizująca się w snowcrossie. Brązowa medalistka mistrzostw świata.

## Kariera
W zawodach międzynarodowych zadebiutowała w grudniu 2012 roku w konkursach z cyklu Pucharu Europy. Sezon później, w styczniu 2014 roku zadebiutowała w mistrzostwach świata juniorów w Chiesa in Valmalenco. Tam w zawodach snowcrossu zajęła 20. miejsce. Dwa lata później ponownie wystąpiła w mistrzostwach świata juniorów w Rogli, gdzie uplasowała się na 14. miejscu. Rok później na mistrzostwach świata juniorów w Klínovcu zajęła 5. lokatę. W Pucharze Świata zadebiutowała w sezonie 2015/2016, gdzie podczas weekendu w niemieckim Feldbergu zajęła odpowiednio 22. i 13. miejsce. Były to jej jedyne występy w Pucharze Świata w tym sezonie. W zawodach pucharowych regularnie pojawia się od sezonu 2016/2017. Na mistrzostwach świata zadebiutowała w 2017 roku na imprezie w Sierra Nevada. Tam zajęła 25. miejsce. Dwa lata później, na mistrzostwach świata w Solitude wraz z Paulem Bergiem zdobyła brązowy medal w snowcrossie drużynowym. Na tych samych mistrzostwach indywidualnie zajęła 12. pozycję. Do tej pory nie startowała na Igrzyskach Olimpijskich.

## Osiągnięcia

### Mistrzostwa świata
| Miejsce | Dzień    | Rok  | Miejscowość   | Konkurencja              | Zwyciężczyni       |
| ------- | -------- | ---- | ------------- | ------------------------ | ------------------ |
| 25.     | 12 marca | 2017 | Sierra Nevada | Snowboardcross           | Lindsey Jacobellis |
| 12.     | 1 lutego | 2019 | Solitude      | Snowboardcross           | Eva Samková        |
| 3.      | 3 lutego | 2019 | Solitude      | Snowboardcross drużynowy | Stany Zjednoczone  |

### Puchar Świata

#### Miejsca w klasyfikacji generalnej snowcrossu
- sezon 2015/2016: 28.
- sezon 2016/2017: 37.
- sezon 2017/2018: 30.

#### Miejsca na podium w zawodach
Do tej pory nie stawała na podium w zawodach Pucharu Świata.